# Tony Delk
Tony Lorenzo Delk (ur. 28 stycznia 1974 w Covington) – amerykański koszykarz, występujący na pozycjach rozgrywającego lub rzucającego obrońcy, po zakończeniu kariery zawodniczej trener koszykarski.
W 1992 został wybrany najlepszym zawodnikiem szkół średnich stanu Tennessee (Tennessee Mr. Basketball). Wystąpił też w meczu gwiazd – McDonald’s All-American. Zaliczono go także do IV składu Parade All-American.

## Osiągnięcia
Na podstawie, o ile nie zaznaczono inaczej.

### NCAA
- Mistrz:
  - NCAA (1996)[5]
  - turnieju konferencji Southeastern (SEC – 1993–1995)
  - sezonu regularnego SEC (1995, 1996)
- Uczestnik rozgrywek:
  - Elite 8 turnieju NCAA (1993, 1995, 1996)
  - turnieju NCAA (1993–1996)
- Most Outstanding Player (MOP=MVP) turnieju NCAA (1996)[6]
- Koszykarz roku konferencji Southeastern (1996)[7]
- Zaliczony do:
  - I składu:
    - All-American (1996)
    - SEC (1996)
    - turnieju:
      - SEC (1994)
      - NCAA Final Four (1996 przez Associated Press)[8]

  - Galerii Sław Sportu Uniwersytetu Kentucky
- Lider SEC w:
  - skuteczności rzutów za 3 punkty (1996 – 44,3%)
  - liczbie:
    - punktów (1996 – 639)
    - celnych:
      - rzutów z gry (1996 – 229)
      - (95) i oddanych (254) rzutów za 3 punkty (1994)

### Inne drużynowe
- Mistrz:
  - Euroligi (2007)
  - Grecji (2007)
- Zdobywca Pucharu Grecji (2007)

### Inne indywidualne
- Zaliczony do Galerii Sław Sportu Stanu Tennessee (2020)

### Trenerskie
(Jako asystent)
- Mistrz turnieju SEC (2010, 2011)